# Mary Jerrold

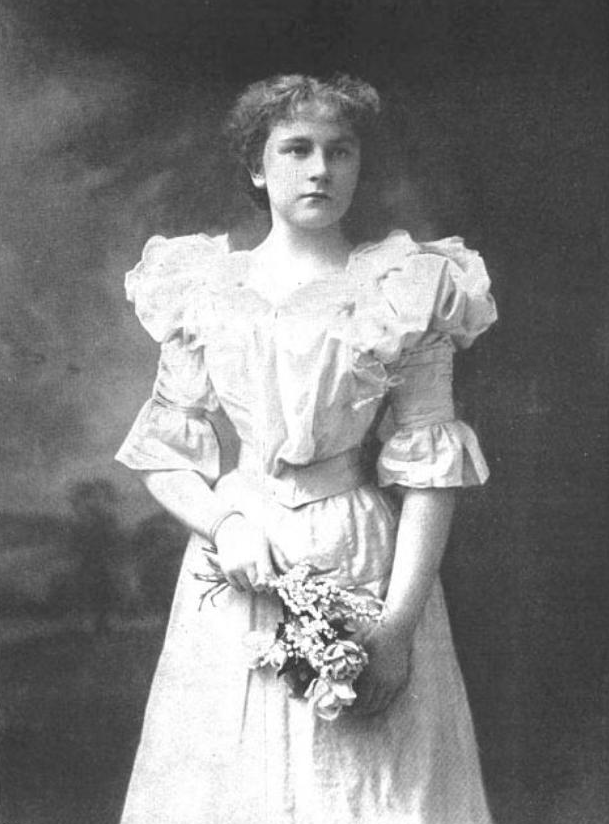
Portrait de Mary Jerrold

Mary Jerrold est une actrice de théâtre et de cinéma britannique née à Londres (Angleterre) le 4 décembre 1877 et morte dans la même ville le 3 mars 1955,.

## Biographie

### Au théâtre
Mary Jerrold était mariée à l'acteur Hubert Harben et la mère de l'actrice Joan Harben et du célèbre chef cuisinier Philip Harben.
Elle fait ses débuts sur scène à Londres dans le rôle de Prudence Dering dans la pièce Mary Pennington Spinster (1896) et a tenu le rôle de Martha Brewster pendant trois ans et demi dans la production originale d' Arsenic et vieilles dentelles, dans sa création anglaise en 1942,,. En 1922, dans une production théâtrale de Jane Austen Pride and Prejudice, Jerrold tient le rôle d'Elizabeth Bennet. Dans cette pièce, elle joue avec son mari, Hubert Harben qui interprète Mr. Collins. Elle est apparue dans la pièce Ducks and Drakes de Molly Keane en 1941. En 1946, elle a joué dans le mélodrame du West End But for the Grace of God de Frederick Lonsdale. En 1951, elle a joué le rôle principal dans la comédie de Kenneth Horne And This Was Odd au Criterion Theatre. En 1953, elle est apparue dans A Day by the Sea de N.C. Hunter.

### Au cinéma

#### Filmographie partielle
- 1931 : Alibi de Leslie S. Hiscott : Mrs. Ackroyd
- 1933 : Le Parfait Accord (Perfect Understanding) de Cyril Gardner : Mme Graham
- 1933 : Vendredi 13 (Friday the Thirteenth) de Victor Saville : Flora Wakefield
- 1939 : La Taverne de la Jamaïque (Jamaica Inn) d'Alfred Hitchcock : Miss Black (non créditée)
- 1943 : Femmes en mission (The Gentle Sex) de Leslie Howard et Maurice Elvey : Mrs Sheridan
- 1944 : L'Héroïque Parade (The Way Ahead) de Carol Reed : Mrs. Gillingham
- 1946 : L'Archet magique (The Magic Bow) de Bernard Knowles : Teresa Paganini
- 1947 : Le Fantôme de Berkeley Square (The Ghosts of Berkeley Square) de Vernon Sewell : Lettie
- 1948 : Colonel Bogey de Terence Fisher : Tante Mabel
- 1948 : Les Ennemis amoureux (Woman Hater) de Terence Young : Lady Datchett
- 1949 : La Reine des cartes (The Queen of Spades) de Thorold Dickinson : la vieille Varvarushka
- 1949 : Marry Me! de Terence Fisher : Emily Parsons
- 1952 : Meet Me Tonight d'Anthony Pelissier (section Ways and Means) : Nanny